# براد إينمان
براد إينمان (بالإنجليزية: Bradden Inman)‏ هو لاعب كرة قدم بريطاني، ولد في 10 ديسمبر 1991 في أديلايد في أستراليا. شارك مع منتخب اسكتلندا تحت 19 سنة لكرة القدم ومنتخب اسكتلندا تحت 21 سنة لكرة القدم. أما مع النوادي، فقد لعب مع نادي كرو ألكساندرا ونيوكاسل يونايتد.

## وصلات خارجية
- براد إينمان على موقع قاعدة بيانات كرة القدم.إي يو (الإنجليزية)
- براد إينمان على موقع Soccerbase.com (لاعب) (الإنجليزية)
- براد إينمان على موقع AS.com (الإسبانية)